# Медаль «За гуманитарную помощь» (США)
Медаль «За гуманитарную помощь» — награда вооружённых сил США, учреждённая президентом Джеральдом Фордом приказом № 11965 от 19 января 1977 года. Эта медаль присуждается любому члену вооружённых сил Соединенных Штатов (в том числе резервных и Национальной гвардии), которые принимали участие в операциях гуманитарного характера в условиях боевых действий.

## Статут
Деятельность, в которой возможно получение медали за гуманитарную помощь, регулируется Министерством обороны США. Такие медаль вручается при оказании гуманитарной помощи во время стихийных бедствий, эвакуации некомбатантов из вражеской области, или гуманитарную помощь беженцам. Эта медаль не может быть присуждена за услуги, оказанные на «домашней территории». Медаль также не может быть присуждена, если служащий уже имеет экспедиционную медаль.
Медаль была учреждена для награждения военнослужащих Вооруженных Сил США за участие в гуманитарных операциях, проводимых или одобренных Министерством обороны США после 1 апреля 1975 года. К 1992 году таких операций насчитывалось 104.
На планке разрешено ношение звёзд, обозначающих дополнительные награды. Повторные награждения медалью обозначаются бронзовой звездочкой на ленту. Пять бронзовых звездочек заменяются серебряной звездочкой.

## Описание
Медаль выполнена из бронзы.
По центру на аверсе медали в круге изображена правая рука, указывающая по-диагонали вверх с открытой ладонью (чтобы символизировать подачу руки помощи). В верхней части реверса медали надпись FOR HUMANITARIAN SERVICE•UNITED STATES ARMED FORCES (ЗА ГУМАНИТАРНУЮ ПОМОЩЬ•ВООРУЖЕННЫЕ СИЛЫ СОЕДИНЕННЫХ ШТАТОВ). Ниже — дубовая ветвь с тремя листьями и желудями.
Размер планки награды, носимой в определенных случаях вместо самой награды — ширина 9.5 мм, длина 35 мм. (3/8 дюйма на 1 и 3/8 дюйма).